# Midnight Sky
Midnight Sky è un singolo della cantante statunitense Miley Cyrus, pubblicato il 14 agosto 2020 come primo estratto dal settimo album in studio Plastic Hearts.

## Pubblicazione
Miley Cyrus ha annunciato Midnight Sky sui suoi account social il 4 agosto 2020 attraverso un'anteprima di quindici secondi. Due giorni dopo ha svelato la data di pubblicazione del singolo, fissata per il successivo 14 agosto. Distribuito in digitale in tutto il mondo alle sei di mattina del 14 agosto (CET), è stato mandato in rotazione radiofonica nelle radio di Australia e Regno Unito a partire dallo stesso giorno; la pubblicazione radiofonica statunitense è invece avvenuta il 17 agosto nelle stazioni di adult contemporary music e il giorno successivo in quelle mainstream.
Il 6 novembre successivo è stato pubblicato il remix, intitolato Edge of Midnight (Midnight Sky Remix) e incluso come tredicesima traccia nell'album Plastic Hearts. Il remix consiste in un mash up di Midnight Sky e del brano Edge of Seventeen di Stevie Nicks, che già Miley Cyrus aveva campionato nella versione originale del brano.

## Descrizione
Il brano, che include delle interpolazioni tratte da Edge of Seventeen di Stevie Nicks, è stato scritto dalla stessa cantante con Ali Tamposi, Ilsey Juber, Jon Bellion, Louis Bell e Andrew Watt, ed è stato prodotto da questi ultimi due. È composto in chiave di Mi minore e ha un tempo di 110 battiti per minuto.
Il singolo, pubblicato in seguito ad un anno di forte attenzione mediatica verso la cantante per via delle sue tumultuose relazioni amorose, è stato descritto dalla rivista People come un inno alla libertà personale della cantante, che nel ritornello dichiara di essere "nata per correre" e di "non appartenere a nessuno". A livello musicale, Midnight Sky è un brano pop con elementi di disco music.

## Promozione
Miley Cyrus si è esibita per la prima volta dal vivo con la canzone il 30 agosto 2020 ai MTV Video Music Awards, dove ha cantato la parte finale su una sfera specchiata, omaggiando il videoclip del suo singolo del 2013 Wrecking Ball. L'ha poi presentata il giorno successivo per Live Lounge, segmento della stazione radiofonica BBC Radio 1, e il 10 settembre durante il Tonight Show.

## Accoglienza
Midnight Sky ha ricevuto l'acclamo universale da parte della critica specializzata. Alex Gallagher del NME ha acclamato le tematiche di controllo e indipendenza presenti nel testo. Per Consequence, Nila Corcoran l'ha definita un «appariscente pezzo synth pop», ritenendola «più elegante» di ogni canzone pubblicata in precedenza dalla cantante. Mike Wass di Idolator l'ha descritta come un «sognante inno da discoteca».
La nota rivista The Guardian l'ha eletto dodicesimo miglior brano del 2020.

## Video musicale
Il video musicale di Midnight Sky, anticipato da un'anteprima pubblicata su Instagram Reels il 6 agosto 2020, è stato pubblicato il successivo 14 agosto in concomitanza con il singolo sul canale YouTube della cantante. Diretto dalla stessa Miley Cyrus, che ha affermato di essersi ispirata a Stevie Nicks, Joan Jett e Debbie Harry, il video vede la cantante eseguire la canzone in vari contesti: un palco con luci al neon, uno con sfondo viola, una stanza con le pareti a specchio, una vasca di palline colorate di gomma, e circondata da strobosfere e animali di plastica.

## Tracce
Testi e musiche di Miley Cyrus, Andrew Wotman, Louis Bell, Ali Tamposi, Ilsey Juber e Jonathan Bellion.
Download digitale
1. Midnight Sky – 3:43

Streaming
1. Heart of Glass (Live from the iHeart Music Festival) – 3:34
2. Midnight Sky – 3:43

## Formazione
Musicisti
- Miley Cyrus – voce, cori di sottofondo
- Ali Tamposi – cori di sottofondo
- Andrew Watt – cori di sottofondo, batteria, basso, chitarra, tastiera, programmazione
- Ilsey Juber – cori di sottofondo
- Louis Bell – tastiera, programmazione

Produzione
- Andrew Watt – produzione
- Louis Bell – produzione
- Paul LaMalfa – ingegneria del suono
- Randy Merrill – mastering
- Șerban Ghenea – missaggio
- John Hanes – assistenza al missaggio

## Successo commerciale
Nella classifica britannica Midnight Sky ha debuttato alla 15ª posizione con 21000 unità vendute durante la sua prima settimana di disponibilità, segnando la seconda entrata più alta della settimana e il miglior piazzamento raggiunto dalla cantante senza l'ausilio di altri artisti da Malibu del 2017. Tre settimane più tardi ha raggiunto la 10ª posizione grazie ad ulteriori 25 271 unità di vendita, diventando la sesta top ten di Cyrus e la prima solista dal 2013, quando Wrecking Ball è arrivata direttamente in vetta alla graduatoria. Ha poi raggiunto il 5º posto nel mese di ottobre grazie ad altre 28 159 copie distribuite.
In Italia il brano è stato il 36º più trasmesso dalle radio nel 2020.

## Classifiche

### Classifiche settimanali
| Classifica (2020-21) | Posizione massima |
| -------------------- | ----------------- |
| Argentina            | 40                |
| Australia            | 7                 |
| Austria              | 33                |
| Belgio (Fiandre)     | 6                 |
| Belgio (Vallonia)    | 6                 |
| Bulgaria             | 1                 |
| Canada               | 8                 |
| Croazia              | 2                 |
| Danimarca            | 24                |
| Estonia              | 27                |
| Francia              | 123               |
| Germania             | 27                |
| Grecia               | 17                |
| Irlanda              | 4                 |
| Islanda              | 5                 |
| Italia               | 72                |
| Libano               | 1                 |
| Lituania             | 14                |
| Norvegia             | 25                |
| Nuova Zelanda        | 27                |
| Paesi Bassi          | 23                |
| Polonia              | 8                 |
| Portogallo           | 44                |
| Regno Unito          | 5                 |
| Repubblica Ceca      | 19                |
| Romania              | 58                |
| Russia               | 97                |
| Slovacchia           | 26                |
| Slovenia             | 7                 |
| Spagna               | 52                |
| Stati Uniti          | 14                |
| Svezia               | 31                |
| Svizzera             | 20                |
| Ungheria             | 14                |

### Classifiche di fine anno
| Classifica (2020) | Posizione |
| ----------------- | --------- |
| Australia         | 92        |
| Belgio (Fiandre)  | 69        |
| Canada            | 94        |
| Germania          | 100       |
| Islanda           | 61        |
| Paesi Bassi       | 98        |
| Polonia           | 83        |
| Regno Unito       | 69        |
| Svizzera          | 75        |
| Ungheria          | 40        |
| Classifica (2021) | Posizione |
| Australia         | 94        |
| Belgio (Fiandre)  | 94        |
| Canada            | 81        |
| Croazia           | 11        |
| Islanda           | 52        |
| Regno Unito       | 70        |